# Vladislavova lípa
Vladislavova lípa (neboli Královská lípa) byl památný strom v Druhanicích u Chotusic, v dnešním okrese Kutná Hora ve Středočeském kraji.

## Základní údaje
Kmen stromu s obvodem 7 metrů byl již v 19. století dutý. Toho využily děti, které v ní rozdělaly oheň. Dílo zkázy dokončil blesk. Nedlouho poté zanikla i hospoda, kterou zničil požár. Statek byl obnovený roku 1910, ale hospoda a strom již ne. Do dnešní doby se nezachoval ani pahorek, na kterém stál, byl rozorán a srovnán se zemí. Při tom zde byly vyorány i střepy starodávných nádob.

## Historie a pověsti
Jméno lípa získala po králi Vladislavu Jagellonském, který podle listiny z roku 1490 udělil měšťanu Benešovi z Chotěboře povolení ke zřízení hostince v Druhanicích:
| „                            | aby sobě mohl staviti krčmu na gruntích svých, kteréž drží v Druhanicích nedaleko Čáslavě | “ |
| — král Vladislav Jagellonský |                                                                                           |   |

Pověst říká, že král jednou krčmu navštívil a jako gesto spokojenosti s kvalitou služeb vysadil za hospodou lípu. Události z 18. století už jsou méně pozitivní – podle kroniky pod touto lípou oslavovali v květnu 1742 Prusové vítězství v bitvě u Chotusic. Ještě v 19. století chodili do hospody pod lipou až z Čáslavi.

## Mladší Druhanická lípa
Mladší lípu vysadili až noví majitelé roku 1968 – jako pokračování tradice a k 50. výročí založení Československa.